# Bataille de Trautenau
Guerre austro-prussienne
Batailles
- front austro-prussien

- Hühnerwasser
- Podol
- Trautenau
- Nachod
- Langensalza
- Oswiecim
- Münchengrätz
- Soor
- Skalitz
- Gitschin
- Königinhof
- Schweinschædel
- Sadowa (Königgrätz)
- Dermbach
- Kissingen
- Aschaffenbourg
- Hundheim
- Blumenau
- Tauberbischofsheim
- Werbach
- Helmstadt/Uettingen
- Gerchsheim
- Uettingen/Roßbrunn/Hettstadt

- front austro-italien

- Custoza
- Val Vestino
- Cimego
- Pieve di Ledro
- Monte Nota
- Monte Suello
- Lissa
- Bezzecca
- Primolano
- Borgo
- Cimego
- Levico
- Versa

La bataille de Trautenau est livrée le 27 juin 1866 pendant la guerre austro-prussienne de 1866. Les troupes autrichiennes commandées par le général Gablenz remportent une très difficile et coûteuse victoire sur les Prussiens.

## Mouvements de troupe

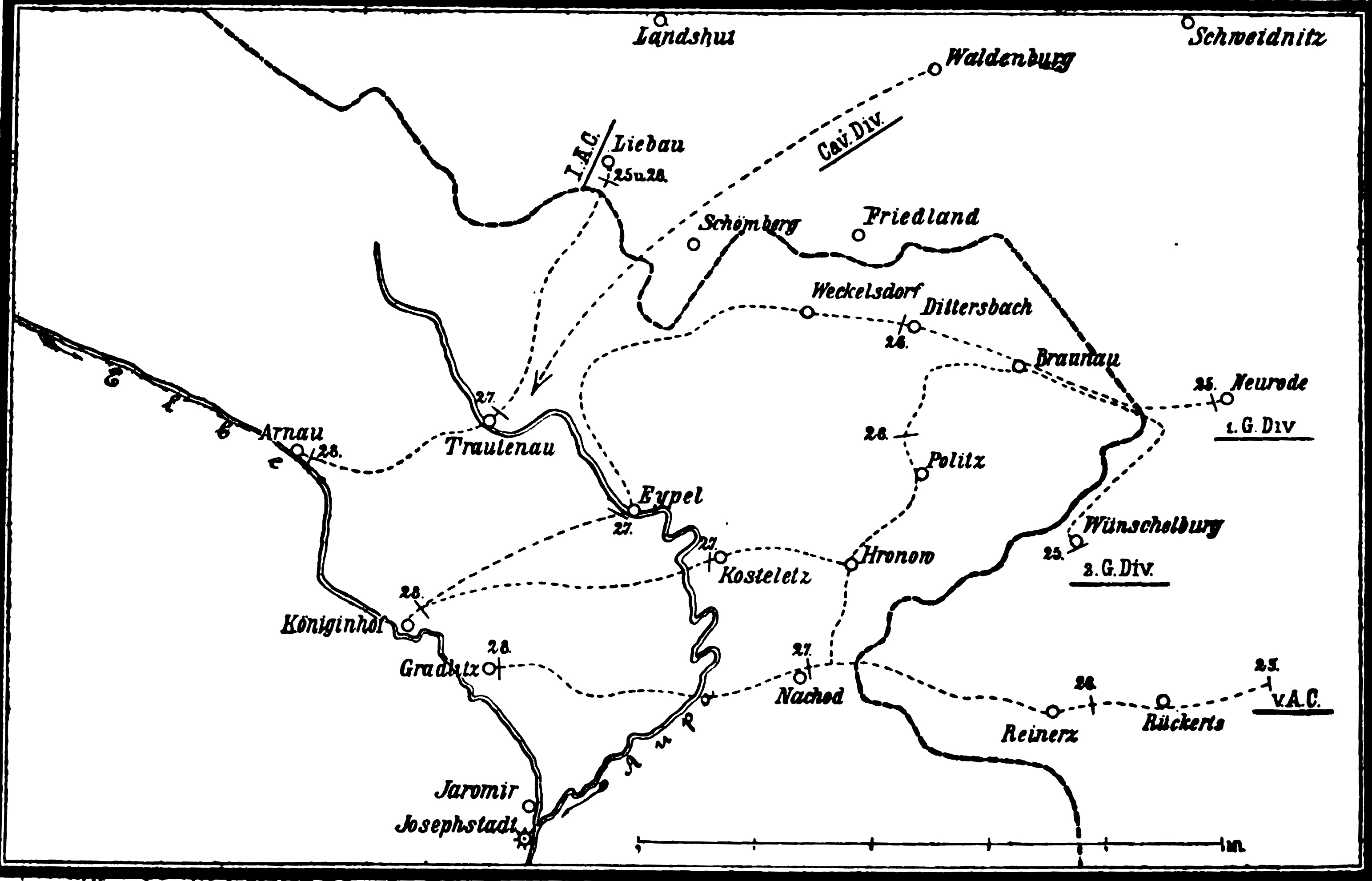
Progression de la prussienne vers l’Elbe

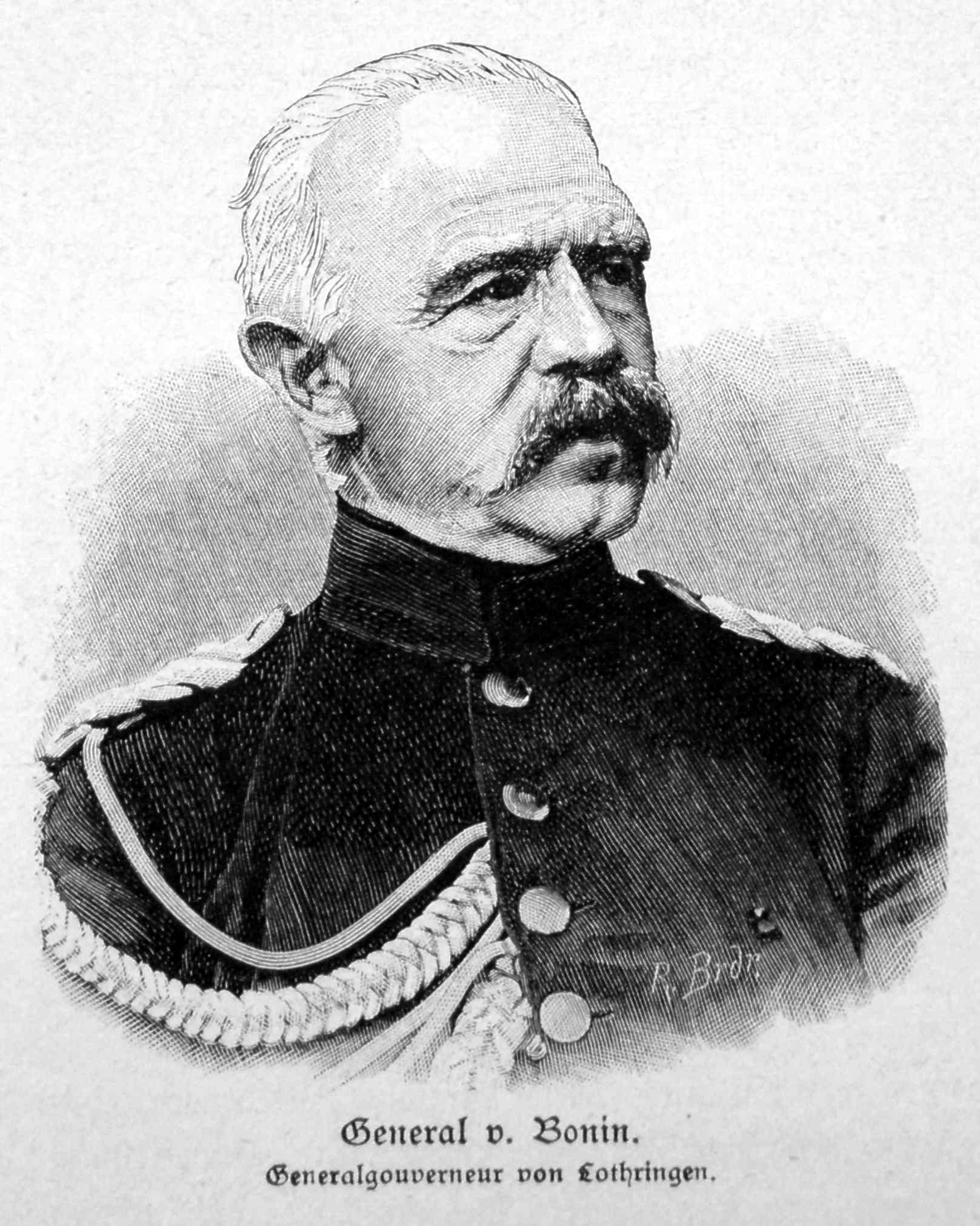
Le général von Bonin

Le chef d'état-major de l'armée autrichienne, le général Ludwig von Benedek, ordonna le 26 juin à Josephstadt au commandant du Xe corps, le général Ludwig von Gablenz d'occuper Trautenau le lendemain et de repousser les Prussiens jusqu'à Liebau. Gablenz lança donc quatre brigades stationnées à Jaroměř vers le nord. Dès le soir, le 14e régiment de dragons du prince Windischgrätz atteignait Trautenau, et l'avant-garde de l'infanterie ne la rejoignit qu'au matin du 27 juin.
La IIe Armée prussienne, sous les ordres du prince-héritier, n'était encore qu'autour de Waldenburg au soir du 26 juin. À l'aile droite, la marche du 1er corps d'armée du général Adolf von Bonin franchit la frontière autrichienne à Liebau ; à l'aile gauche, le 5e corps d'armée progressait vers Bad Reinerz, suivi à un jour de marche par le 6e corps d'armée venant de Glatz, en province de Silésie. Enfin la 1er régiment à pied de la Garde avançait vers Dittersbach et la 2e division, vers Pickau.
D'après les instructions de von Moltke, le Ve corps d'armée de Reinerz devait s'emparer de Nachod ; le Ier corps d'armée, de Trautenau en passant par Schömberg ; quant à l'avant-garde de von Bonin, elle devait pousser les reconnaissances jusqu'à Hostinné. Simultanément, la garde prussienne devait s'emparer de Kostelec : la 1re division via Eipel, la 2de, à droite du Ve corps d'armée, via Hronov.

## La bataille 27 (juin)

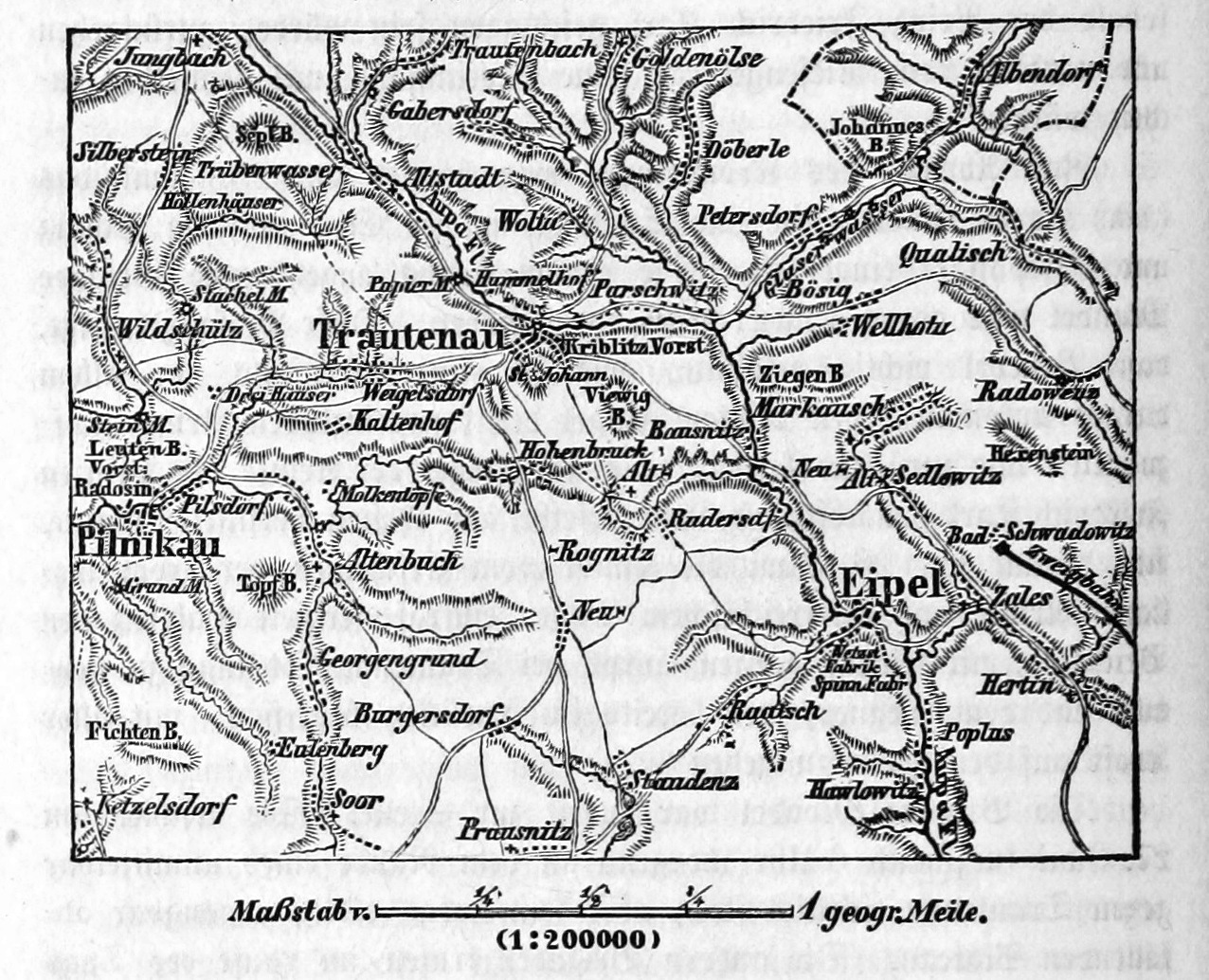
Plan de la bataille de Trautenau

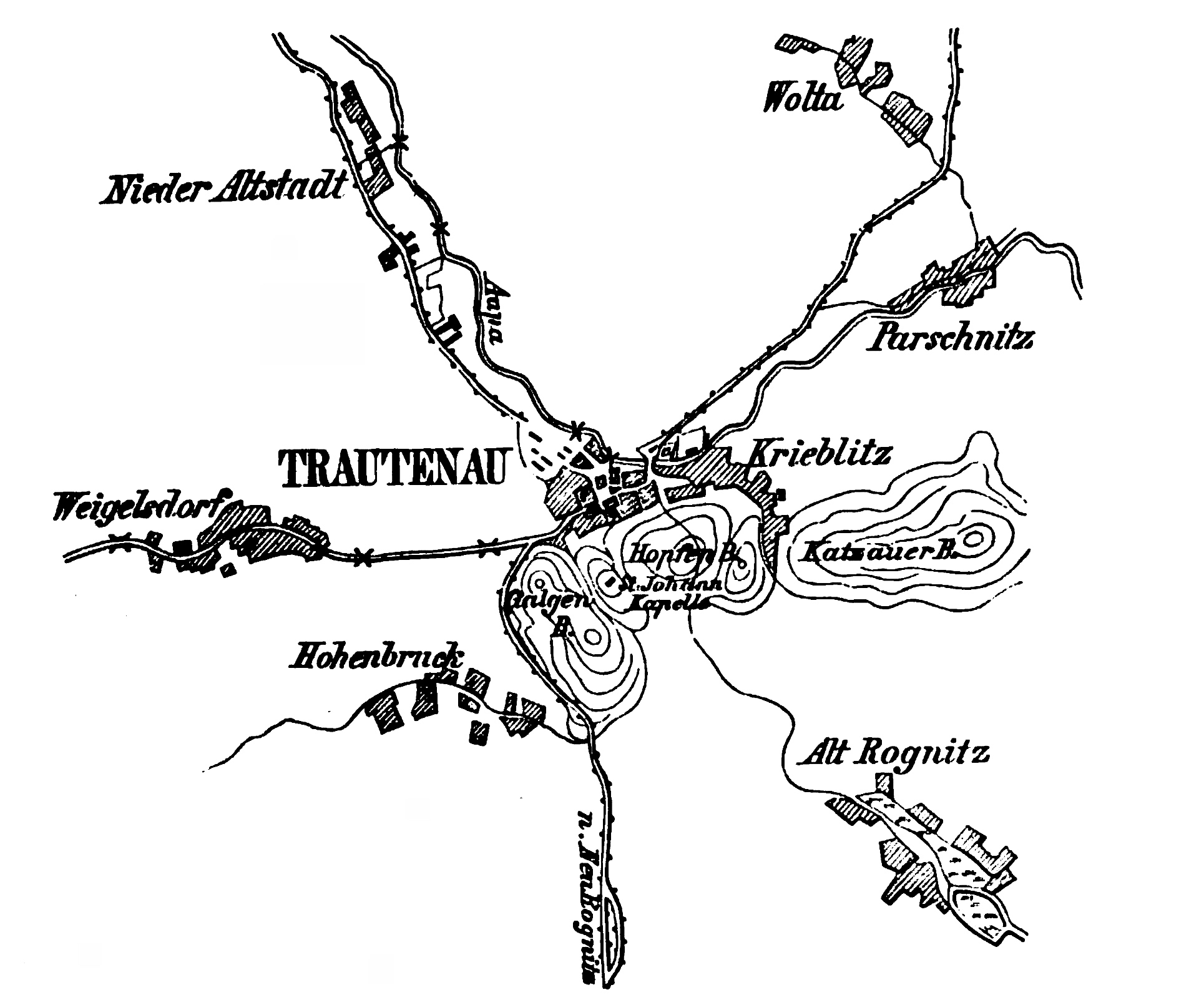
La ligne de front au sud de Trautenau

Le Ier corps d'armée prussien franchit la frontière à Liebau et vers 4 h progressait par Schatzlar en trois colonnes sur les routes de Liebau et der Schömberg. La 2e division du général von Clausewitz franchit le col à cet endroit pour prendre Trautenau, place-forte couverte par l'Úpa à 30 km environ au nord de Nachod, et important point stratégique autrichien. À 8 h, la brigade autrichienne du général Mondel (de) s'était tout juste postée au sud de la ville, prête à repousser l'attaque.
Vers 8 h la moitié du corps d'armée Bonin parvint au faubourg de Parschnitz, et à 9 h 30, les premiers fantassins apparaissaient à Trautenau.
Depuis les collines au sud de la ville, les Autrichiens ouvrirent vers 10 h le feu contre les 41e (de) et 43e (de) régiments d'infanterie prussiens formant l'avant-garde du général von Pape. Le général commandant le Ier corps d'armée prussien mit précipitamment ses troupes en position de défense et lança l'assaut contre les collines : à droite le Galgenberg, à gauche le Katzberg. La végétation dense des coteaux empêchait une progression en bon ordre, de sorte que l'attaque dégénéra en combats isolés. Les chasseurs autrichiens occupaient d'excellentes positions, retranchés derrière des levées de terre et  des bosquets, de sorte que les huit bataillons de la 4e brigade prussienne du général von Buddenbrock essuyèrent de lourdes pertes avant de s'emparer de l'aile droite des Autrichiens : vers 11 h en effet, les Autrichiens, repoussés autour de la chapelle Saint-Jean, étaient cernés et durent décrocher vers le sud jusqu'aux abords de Bojiště. À 13 h, le 1er régiment d'infanterie de la Garde prussienne attaquait Parschnitz, mais von Bonin refusa d'appuyer son assaut, car il semblait n'y avoir qu'une seule brigade autrichienne commise à la défense. La Garde combattit donc encore deux heures avant de poursuivre au sud-est vers Eipel. En raison du feu nourri des canons autrichiens, l'assaut contre Hohenbruck fut stoppé. Une brigade autrichienne, commandée par le colonel von Wimpffen, avait achevé sa manœuvre au sud de Hohenbruck et put porter son appui aux troupes de Mondel.
Croyant la bataille déjà gagnée, le général von Bonin reprit sa marche. Les 3e et 43e régiments d'infanterie du général Barnekow reçurent l'ordre d'occuper les collines surplombant la chapelle Saint-Jean. Le gros des forces prussiennes évacua Trautenau. Bonin lui ordonna de faire mouvement vers Pilinkau pour s'emparer de Königinhof et de Jičín, en négligeant par là de fortifier ses positions au sud de Trautenau.
Lorsque les Prussiens se replièrent, les Autrichiens, renforcés par l'arrivée des brigades Grivičić et Wimpffen, redoublèrent leurs assauts. Vers 17 h, la 4e brigade du général Knebel, venue de Dubenec, atteignit Hohenbruck. Tandis que la brigade Wimpffen attaquait les collines de la chapelle, le général von Knebel recevait l'ordre de mettre ses troupes en position entre Neu-Rognitz et Hohenbruck.
Le baron Gablenz apprit entre-temps que la 1re Division de la Garde prussienne s'était emparée d'Eypel et tentait de prendre à revers son aile droite ; mais, conscient de sa supériorité, il voulut d'abord achever sa victoire tactique dans les collines et ne posta que trois brigades d'infanterie pour les contenir au sud. Simultanément, une partie de la Brigade Wimpffen s'efforçait, à l'aile gauche, de déborder les lignes des Prussiens. La brigade Knebel, en réserve, s’immisça en dépit des ordres dans le combat des collines Saint-Jean. Les Autrichiens attaquèrent dans un ordre impeccable, et le 43e régiment d'infanterie prussien tenta désespérément, sous le feu ennemi, de maintenir le front. Attaqué de front et sur son aile gauche, le colonel von Tresckow sonna la retraite vers 18 h. Accablé par le feu des fusils autrichiens, le haut commandement prussien ne sut coordonner son repli avec un appui d'artillerie. La défaite tactique s'acheva en débâcle désordonnée des soldats vers le nord. Les débris du  Ier corps d'armée ne trouvèrent de refuge qu'à 4 km de là, vers Goldenöls, où ils s'intégrèrent à une brigade de la 1re Division (général von Großmann) venue en renfort. Le corps von Bonin avait perdu sa fonction de tête de pont et fut relevé le lendemain par le corps de la Garde. Gablenz, sous la menace d'une coupure de ses lignes de communication, dut replier le Xe corps d'armée autrichien de Trautenau vers Soor, afin d'affronter la Garde prussienne qui attaquait à revers.
Les Autrichiens déploraient la perte (en morts, blessés et prisonniers) de 191 officiers et de 4 596 soldats. Le régiment d'infanterie Kaiser Franz-Joseph, qui avait défendu à outrance les collines de la chapelle Saint-Jean, avait perdu la moitié de son effectif. Les pertes prussiennes se montaient à 56 officiers et 1 282 soldats tués ou blessés. Si l'on compte que dans tous les combats de cette guerre, le rapport de force s'est monté à 1 contre 4, le rapport fut encore bien plus défavorable à Trautenau.
Les vaines tentatives du bourgmestre de la ville, Hieronymus Roth, d'empêcher un officier prussien d'attaquer, lui valurent ainsi qu'à ses conseillers, 80 jours d'internement en Prusse.

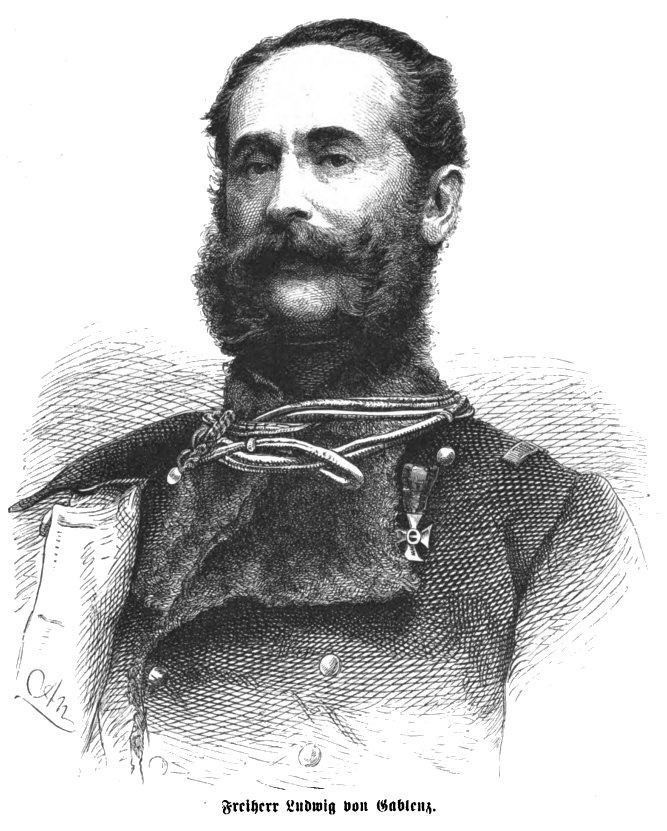
Ludwig von Gablenz

## Les monuments aux morts
Un monument aux mort en forme de pyramide en fonte de 17 m de hauteur (poids 50 t) a été érigé à Trautenau. Les faces du polyèdres sont ornées des noms des officiers et du nombre des soldats tués, ventilés par formation. Il a été inauguré le 27 juin 1868 en présence du général Ludwig von Gablenz, de l'évêque de Königgrätz Karl Borromäus Hanl von Kirchtreu (de), du baron Hanl et de l'archiduc. Le monument a été doté en 1905 d'une crypte pour y inhumer le général Gablenz.
Le 43e régiment d'infanterie (de) prussien a érigé un monument à ses combattants sur le Kapellenberg le 22 octobre 1868. Il a la forme d'une obélisque surmonté d'une sphère sur laquelle un aigle est perché. Le côté faisant face à Trutnov porte l'inscription : „Es starben / den schönen / Soldaten-Tod: / Major / Friedr. v. Hüllesheim / Hauptmann / Freiherr Fritz v. Braun / Premier-Lieutenant / Eduard von Keber / Seconde-Lieutenant / Fritz Dewischeit / Vize-Feldwebel Kirsch / 3 Unteroffiziere / 77 Musketiere / 21 Füsiliere.“